# Joséphine Fafchamps
 (mai 2025).
 (mai 2025).
La mise en forme du texte ne suit pas les recommandations de Wikipédia : il faut le « wikifier ».
Les points d'amélioration suivants sont les cas les plus fréquents :
- Les titres sont pré-formatés par le logiciel. Ils ne sont ni en capitales, ni en gras.
- Le texte ne doit pas être écrit en capitales (les noms de famille non plus), ni en gras, ni en italique, ni en « petit »…
- Le gras n'est utilisé que pour surligner le titre de l'article dans l'introduction, une seule fois.
- L'italique est rarement utilisé : mots en langue étrangère, titres d'œuvres, noms de bateaux, etc.
- Les citations ne sont pas en italique mais en corps de texte normal. Elles sont entourées par des guillemets français : « et ».
- Les listes à puces sont à éviter, des paragraphes rédigés étant largement préférés. Les tableaux sont à réserver à la présentation de données structurées (résultats, etc.).
- Les appels de note de bas de page (petits chiffres en exposant, introduits par l'outil «  Source ») sont à placer entre la fin de phrase et le point final[comme ça].
- Les liens internes (vers d'autres articles de Wikipédia) sont à choisir avec parcimonie. Créez des liens vers des articles approfondissant le sujet. Les termes génériques sans rapport avec le sujet sont à éviter, ainsi que les répétitions de liens vers un même terme.
- Les liens externes sont à placer uniquement dans une section « Liens externes », à la fin de l'article. Ces liens sont à choisir avec parcimonie suivant les règles définies. Si un lien sert de source à l'article, son insertion dans le texte est à faire par les notes de bas de page.
- La présentation des références doit suivre les conventions bibliographiques. Il est recommandé d'utiliser les modèles {{Ouvrage}}, {{Chapitre}}, {{Article}}, {{Lien web}} et/ou {{Bibliographie}}. Le mode d'édition visuel peut mettre en forme automatiquement les références.
- Insérer une infobox (cadre d'informations à droite) n'est pas obligatoire pour parachever la mise en page.

Pour une aide détaillée, merci de consulter Aide:Wikification.
Si vous pensez que ces points ont été résolus, vous pouvez retirer ce bandeau et améliorer la mise en forme d'un autre article.
Pour les articles homonymes, voir Fafchamps.
Joséphine Fafchamps, née Marie Joséphine Philomène Amélie Fafchamps, le 18 décembre 1905 à Mélen et morte le 06 mars 1997 à Soumagne, est organisatrice et militante des mouvements syndicaux chrétiens pour les droits des femmes. Elle exerce des fonctions dirigeantes dans des associations féminines chrétiennes et participe activement aux actions de la Ligue ouvrière chrétienne.
Pendant la Seconde Guerre mondiale, elle s’occupe des réfugiés et entre dans la résistance aux côtés de son frère Joseph.
De 1948 à sa retraite en 1966, elle assure les fonctions de Secrétaire nationale de la LOFC (Ligue ouvrière féminine chrétienne) qui devient Vie Féminine en 1969.
Elle demeure célibataire.

## Origines[1]
Issue d'une modeste famille chrétienne, Joséphine Fafchamps, fille de Julien Arnold Joseph Fafchamps et d'Amélie Maria Hossoy, tous deux originaires de Mortroux en province de Liège, est l'aînée d'une fratrie de cinq enfants, trois frères : Joseph, Pierre et Jules et une sœur, Maria.
Son village natal, Mélen, situé dans le pays de Herve, est essentiellement agricole. Il compte une quarantaine de petites et moyennes exploitations herbagères et fruitières. À côté de la population agricole, vivent aussi un grand nombre d'ouvriers, mineurs pour la plupart.
Ses parents, sans quitter Mélen, changent plusieurs fois d'adresse. Ils résident tout d'abord au Moulin jusqu'en 1915. Ensuite, de 1916 à 1920, ils habitent une petite maison dans un environnement agricole. De 1920 à 1925, ils occupent le Cercle Concordia où ils gèrent le magasin Bien-Être et le Cercle catholique. De 1926 à 1945, ils résident au château Vander Heyden à Hauzeren, où son père est jardinier.
En 1929, à l'âge de 49 ans, sa mère décède. Son père, quant à lui, meurt en 1964, à l'âge de 90 ans.

## Scolarité
À l'âge de 14 ans, Joséphine quitte l'école pour aider sa mère qui vient d'accoucher d'un cinquième enfant. Elle l'assiste, au sein du foyer, jusqu'en 1925.

## Fonctions
De 1925 à 1927, elle occupe les fonctions de demoiselle de magasin à Liège, appellation qui désigne à l'époque des jeunes femmes employées dans une boutique soit pour vendre, soit pour y travailler.
Elle travaille ensuite pendant sept ans, de 1927 à 1934, comme employée au Charbonnage du Hasard de Cheratte. Elle est la seule syndiquée de l'entreprise et la seule non inscrite à la Caisse patronale ("Caisse à Robette", comme on dit à Liège). Elle doit résister aux remarques et aux commentaires du côté patronal, ce qui forge ses convictions.
Dans l'entre-deux-guerres émerge la JOC (Jeunesse ouvrière chrétienne), association catholique de jeunes issus du milieu ouvrier, fondée en 1925 par le Père Joseph Cardijn (1882-1967), prélat séculier de l'Église Catholique. Dès 1926, Joséphine Fafchamps intègre la Jeunesse ouvrière chrétienne féminine (JOCF) dans un groupe dépendant de la Fédération de Liège. Elle fonde ensuite la section féminine de la Jeunesse ouvrière chrétienne de Micheroux.
À cette même époque, elle participe en tant que JOCiste à une manifestation Rerum Novarum, fête chrétienne du travail célébrée le jour de l'Ascension. Elle porte le nom de l'encyclique du pape Léon XIII qui a inauguré en 1891 la doctrine sociale de l'Église catholique. Cette manifestation rassemble toutes les organisations ouvrières chrétiennes : les Ligues ouvrières féminines chrétiennes et la Jeunesse ouvrière chrétienne y jouent un rôle essentiel. Ces manifestations, organisées dans tous les arrondissements du pays, revendiquent la liberté syndicale, l'attribution des allocations familiales et des congés payés.
Parallèlement, les LOFC fondées en 1920, s'adressent aux femmes du monde ouvrier en proposant une formation sociale, morale et religieuse avec, pour objectif, que chaque femme puisse se consacrer à sa "vocation" d'épouse et de mère. La LOFC représente également un enjeu politique. En effet, à partir de 1920 les femmes sont autorisées à participer aux élections communales. Il apparaît dès lors important aux yeux de l'archevêché de l'époque de mener un travail éducatif au sein de ce groupe social homogène.
En 1936, Joséphine Fafchamps organise la Ligue ouvrière féminine chrétienne à Mélen et entre, dès septembre de la même année, comme permanente à la section liégeoise de la Ligue ouvrière féminine chrétienne (LOFC), qui devient bien plus tard, en 1969, Vie Féminine.
En 1938, une convention est signée par la Confédération des Syndicats chrétiens (CSC) avec les LOFC, la Kristelijke Arbeiders Vrouwengilde (KAV), la Jeunesse ouvrière chrétienne (JOC) et la Jong-KAV (JKAV). Cette convention prévoit la création d'un service syndical féminin subventionné par la CSC et mis en place par les organisations féminines chrétiennes. Joséphine est chargée d'assurer la propagande et l'éducation syndicale auprès des femmes dans l'ensemble de la Wallonie. Elle concentre ses efforts sur les régions de Liège et de Verviers.
Afin de développer un syndicat chrétien et n'ayant jamais travaillé dans ce milieu, elle doit se familiariser avec les conditions de vie et de travail des ouvrières.
En juillet 1939, Joséphine quitte la CSC pour reprendre sa charge à la LOFC de Verviers.
Pendant la Seconde Guerre mondiale, elle s'occupe des réfugiés et entre dans la résistance aux côtés de son frère Joseph (1907-1993), syndicaliste, et de l'avocat Pierre Clerdent (1909 - 2006), tous deux fondateurs en 1940 de l'Armée de la Libération (mouvement de la résistance intérieure belge né dans la mouvance des démocrates chrétiens). Une de ses fonctions est de récolter les lettres des femmes ou des mères de prisonniers. Son but est alors de faire traverser ce courrier de l'autre côté de la frontière et de l'envoyer ensuite, depuis l'Allemagne, aux maris ou aux fils captifs.
Après la guerre, elle implante à Verviers le MOC (Mouvement ouvrier chrétien créé en 1945) et le service des aides familiales. Elle devient, de 1945 à 1951, dirigeante fédérale de la Mutualité chrétienne verviétoise.
En 1945, elle est appelée par Fernande Lebrun (Propagandiste nationale) à devenir Secrétaire de la Fédération des LOFC à Verviers.
À partir de 1951 jusqu'à sa retraite en 1966, elle s'installe à Bruxelles et assume, en compagnie de Marie Braham (1908-2001), les fonctions de Secrétaire nationale du mouvement. Elle sillonne la Wallonie pour apporter son savoir-faire aux fédérations dont elle a la charge.
Elle a comme mission de développer et de coordonner les services du mouvement : l'Entraide familiale, les Aides familiales (en collaboration avec Fernande Lebrun qui en est la fondatrice), les Services maternels et infantiles (contacts avec l'ONE), le Service de la Consommation alors à ses débuts, le Centre d'écoles familiales et ménagères et les services coopératifs.
En 1958, Joséphine représente les LOFC auprès des Familles populaires à Lourdes. Elle y accompagne plusieurs pèlerinages. Ceux-ci ont lieu pendant la quatrième semaine de juillet et offrent aux familles l'occasion de se rassembler et de prier ensemble pour leurs besoins matériels et l'amélioration de leur vie quotidienne.
Elle représente les LOFC dans de nombreuses structures : le Conseil supérieur du logement (association offrant un appui aux femmes en difficulté), la Commission des prix, l'Association des consommateurs et l'Œuvre nationale des orphelins du travail.
En 1969, la LOFC décide de changer de nom pour s'appeler "Vie Féminine".
Elle est représentante de Vie féminine (mouvement d'éducation permanente féministe qui agit pour la libération de la femme, pour lui permettre de s'exprimer dans l'espace public, de lutter contre les injustices et de créer des espaces d'entraide) et déléguée du Mouvement ouvrier chrétien dans différentes organisations nationales et internationales (ONG ou autres).
Elle est surnommée "Tante Fine" ou "Notre Mère" par l'ensemble du Mouvement.
Le 16 novembre 1983, les anciennes dirigeantes des LOFC (Vie féminine), Jeanne Laurent, Joséphine Fafchamps et Marie Braham, se remémorent ce qu'elles ont vécu au sein du mouvement. Joséphine se souvient que certains projets ont germé durant la Seconde Guerre mondiale, notamment les Aides familiales et, en 1943, l'action "Jeune Femme" et "l'Association des Réservistes et Femmes Engagées dans la Guerre" (ARFEG) qui s'occupait des femmes de prisonniers.
Lors de cette réunion, Joséphine rappelle que les premiers cours pour les aides familiales sont donnés en 1949. Elle dit aussi avoir toujours été très féministe et se positionne en réaction contre toute attitude qui dicte à la femme ce qu'elle doit faire à la maison.
Ainsi rapporte-t-elle l'anecdote suivante : à son père et à un de ses frères qui désignent le syndicat comme la colonne vertébrale du mouvement ouvrier, elle rétorque : "La femme en est l'âme, le mouvement féminin en est l'âme". Elle ajoute être mal à l'aise devant cette position de "la femme au foyer". Ces propos illustrent son action pionnière de représentante et dirigeante au sein du mouvement "Vie Féminine" qui, outre les missions définies plus haut, se donne aussi pour objectif d'offrir un appui aux femmes en difficultés.
Joséphine Fafchamps passe les dernières années de sa vie à la Résidence "La Passerinette" à Soumagne.
Elle meurt le 06 mars 1997 et repose au cimetière de Mélen, son village natal, désormais rattaché administrativement à la commune de Soumagne. Sa sépulture est ornée de l'épitaphe : "Vous qui m'aimiez, je vous attends sur l'autre rive".

## Hommage
En juillet 2020, le conseil communal de Soumagne a adopté, à la suite d'un vote des citoyens, la dénomination d'une rue à son nom : la rue Joséphine Fafchamps.